# Cousances-les-Forges
Cousances-les-Forges – miejscowość i gmina we Francji, w regionie Grand Est, w departamencie Moza.
Według danych na rok 1990 gminę zamieszkiwało 1828 osób, a gęstość zaludnienia wynosiła 101 osób/km² (wśród 2335 gmin Lotaryngii Cousances-les-Forges plasuje się na 227. miejscu pod względem liczby ludności, natomiast pod względem powierzchni na miejscu 232.).